# 리스캄
리스캄(독일어: Liskamm, 이전에는 Lyskamm, 문자 그대로 ‘Lys의 빗’)은 Silberbast (문자 그대로 " 은색 인피섬유") 로도 알려져 있으며, 스위스와 이탈리아 국경에 위치한 페나인 알프스의 산(4,533m)이다. 두 개의 뚜렷한 봉우리가 있는 5km 길이의 능선으로 구성되어 있다. 산은 능선에 많은 눈처마(雪庇)와 빈번한 눈사태로 인해 심각함으로 명성을 얻었으며, 따라서 멘센프레서(Menschenfresser, ‘사람 포식자’)라는 별명이 붙었다.

## 지리
300m가 훨씬 넘는 높이에도 불구하고 리스캄은 때때로 확장된 몬테로사 그룹(사실 두포우르슈피츠는 107m만 더 높음)의 일부로 간주된다. 그러나 시각적으로 리스캄은 두 개의 정상으로 구성된 거대한 대산괴이다. 동부 리스캄과 낮은 서부 리스캄, 1km 길이의 능선으로 분리되어 있으며, 둘 다 스위스 발레주 북부와 이탈리아의 발레다오스타주(남쪽)의 주 경계에 놓여 있다.
산의 북쪽에는 그렌츠 빙하에서 솟아오른 인상적인 1,100m의 얼음벽이 있다. 더 완만한 남쪽은 리스 빙하라는 같은 이름의 빙하 위로 불과 몇 백 미터 올라간다.

## 등반사
두 봉우리 중 동쪽과 더 높은 봉우리는 4,527m이며, JF 하디와 윌리엄 에드워드 홀을 포함한 14명의 팀(영국인 7명, 스코틀랜드인 1명, 스위스 가이드 6명)이 리스요흐에서 동쪽 능선을 처음으로 1861년에 등정했다. 팀의 다른 사람들로는 AC 램지, F. 십슨, T. 레니슨, JA 허드슨, CH 필킹튼 및 RM 스테픈슨을 포함했다. 가이드는 발레주 장크트 니클라우스의 프란츠 요제프 로히마터(1825-1897)와  J.-P. 카헤트, K. 케르, S. 춤타우크발트, P. 및 J.-M. 페렌이었다.

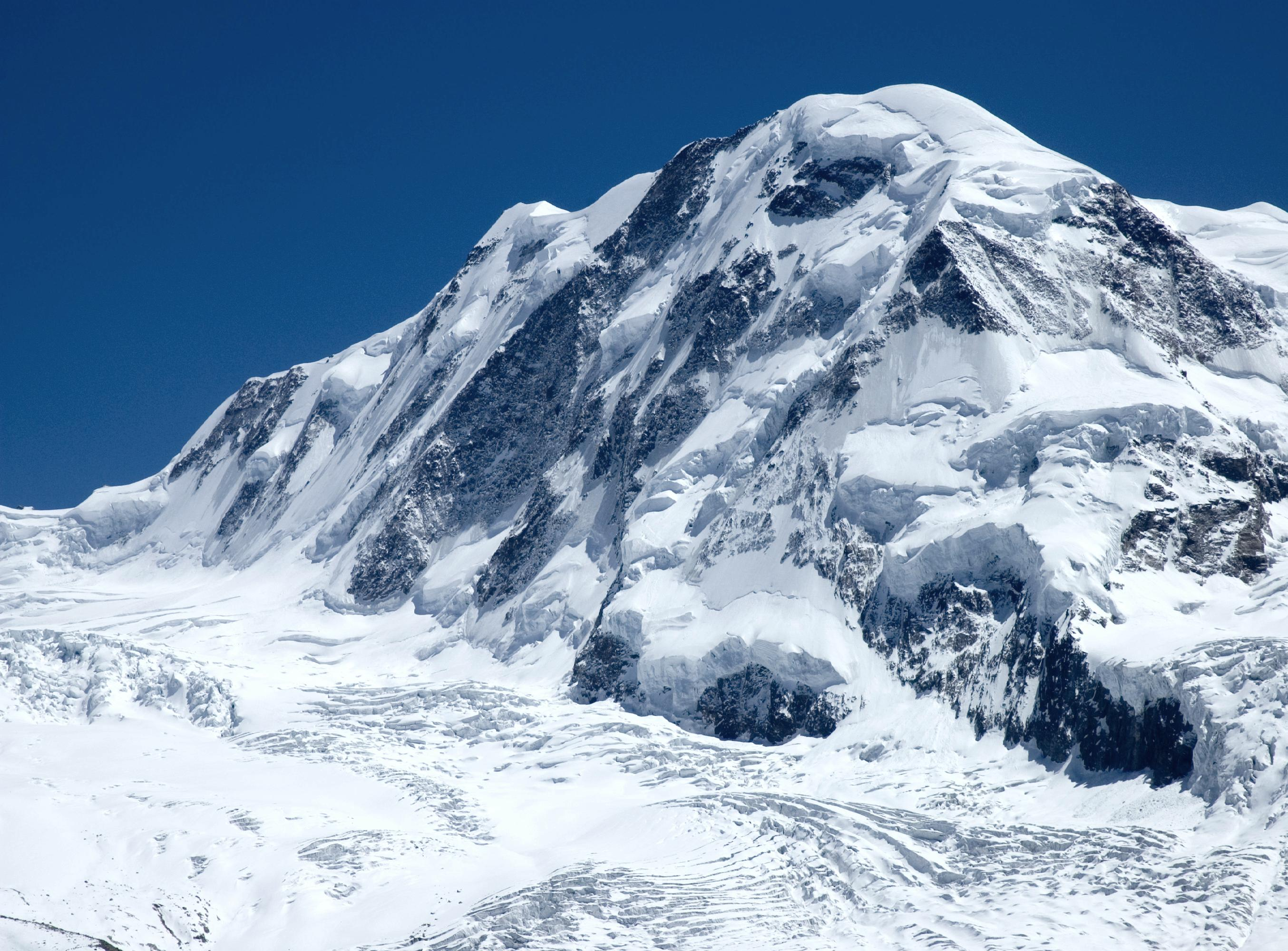
그렌츠 빙하 위로 솟은 리스캄

서쪽 정상뿐만 아니라 전체 능선은 3년 후 레슬리 슈테픈, 에드워드 N. 벅스튼, 야콥 안더에크 및 프란츠 비에너가 처음 횡단했다.
1880년 칼베르마텐(Kalbermatten) 형제가 인상적인 북동벽 등반을 처음 시도했다. 그들은 눈사태에 의해 빙하로 떨어졌지만, 사고에서 살아남았다. 1890년 8월 9일, 가이드 크리스티안 클루커와 J. 라인슈타들러와 함께 L. 로드만-네루다가 북벽으로 정상(리스캄 동쪽)에 처음으로 도달했으며, 현재 ‘노르만-네루다 루트’로 알려져 있다. 이 경로의 첫 번째 겨울 등반은 C. 포손과 O. 프라헤이에 의해 1956년 3월 11일에 이루어졌다.
1907년에 제프리 윈트롭 영과 그의 가이드는 능선 전체를 두 번 횡단했다. 영은 노르덴트에서 브라이트호른까지 능선을 가로지르기를 원했다. 그들은 자정에 리펠알프에서 시작하여 정오에 몬테로사 대산괴의 횡단을 마쳤다. 그러나 리스캄과 카스터의 횡단 후 가이드는 너무 피곤했다. 매우 실망한 영은 체르마트로 내려가기 전에 리스요히로 돌아가도록 설득하여 리스캄에서 두 번째 횡단을 암시했다. 영은 노르덴트로 계속 돌아가고 싶었지만, 그의 가이드는 여행 연장을 거부했다.

## 등반로
일반 루트는 그니페티 산장(3,650m) 또는 몬테로사 산장(2,883m)에서 접근할 수 있는 리스요흐에서 시작된다. 경로는 첫 번째 등반자가 취한 경로를 따른다.
산은 종종 펠릭스요히(서쪽)에서 리스요히(동쪽)으로 또는 그 반대의 횡단으로 등반한다. 횡단은 대부분 좁고 눈으로 덮인 능선으로 구성되어 있으며, 일부는 바위 위로 뒤섞여 있다. 좋은 조건에서는 이 경로가 상당히 쉽고 객관적으로 안전하지만, 눈이 좋지 않거나 시야가 좋지 않으면 주로 능선의 남쪽에 있는 크고 때로는 두 배의 처마 장식으로 인해 능선이 어려울 수 있다.

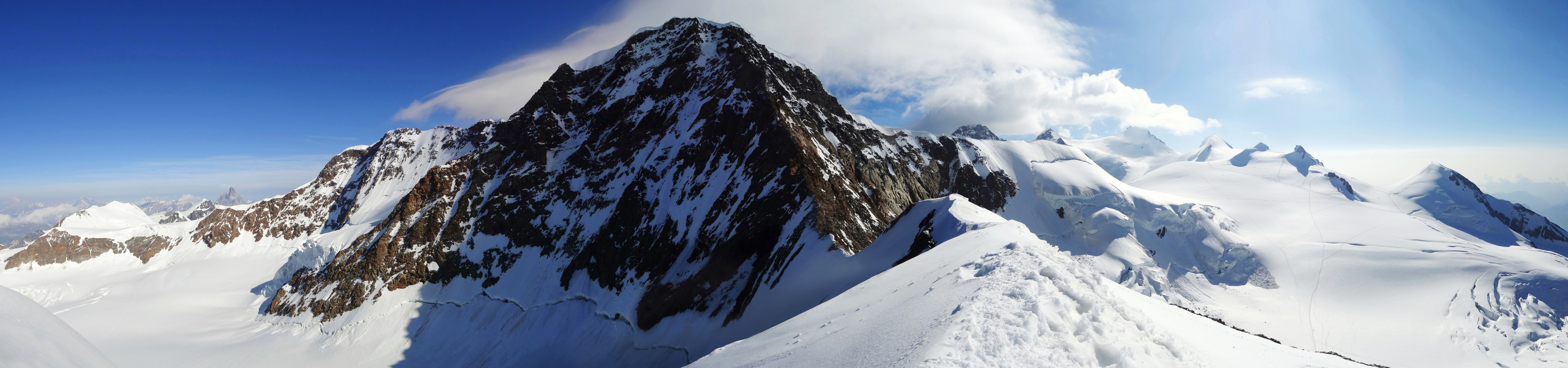
리스캄 나세 (남쪽)에서 본 풍경